# Vynalez zkazy
Vynalez zkazy (en txec Destrucció mortal) és una pel·lícula d'aventures de ciència-ficció en blanc i negre de Txecoslovàquia, dirigida per Karel Zeman, produïda per Zdeněk Novák i protagonitzada per Lubor Tokoš, Arnošt Navrátil, i Miloslav Holub. Basada en diverses obres de Jules Verne, principalment la seva novel·la Face au drapeau (de 1896, amb la qual la pel·lícula comparteix el seu títol txec), evoca les il·lustracions originals de les obres de Verne combinant actors en viu amb diverses formes d'animació.
La pel·lícula va ser distribuïda a Amèrica del Nord per Warner Bros. Pictures el 1961, va ser doblada a anglès i retitulada The Fabulous World of Jules Verne. Es va distribuir a 72 països d'arreu el món, on va rebre una atenció generalitzada. Es considera la pel·lícula txeca amb més èxit realitzada mai.
Durant la dècada del 2000, es va mostrar internacionalment una pel·lícula original de 35 mm, amb subtítols en anglès, a festivals de cinema amb el títol en anglès A Deadly Invention. Del 2014 al 2015, es va fer una restauració digital que inclou la reinserció d'una escena retallada no inclosa des de les preestrenes originals de la pel·lícula el 1958. Ara la versió txeca original, amb subtítols en anglès i la versió doblada en anglès, estan disponibles internacionalment, restaurades en vídeo d'alta definició amb el títol Invention for Destruction.

## Argument
Una colla de pirates segresta un científic i dos altres per obtenir l'arma futurista del científic per tal de donar-los un enorme avantatge en els seus actes de pirateria.

## Repartiment
- Lubor Tokoš - Simon Hart
- Arnošt Navrátil - Professor Roch
- Miloslav Holub - Comte Artigas
- František Šlégr - Capità Spade
- Václav Kyzlink - Enginyer Serke
- Jana Zatloukalová - Jana

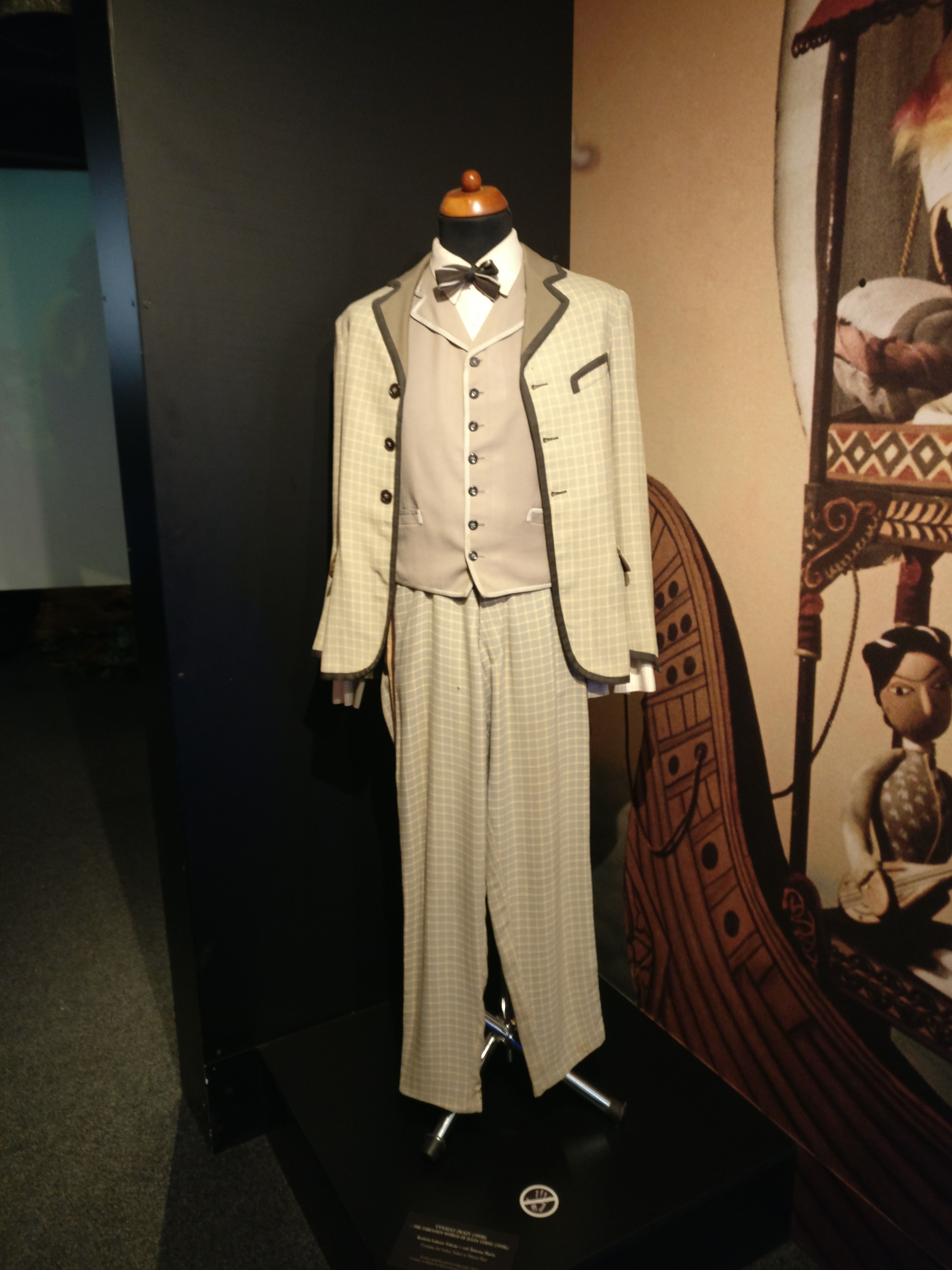
Vestit de Lubor Tokoš com a Simon Hart

- Otto Šimánek - Home al tren (sense acreditar)
- Václav Trégl (sense acreditar)
- František Černý (sense acreditar)

## Producció

### Estil

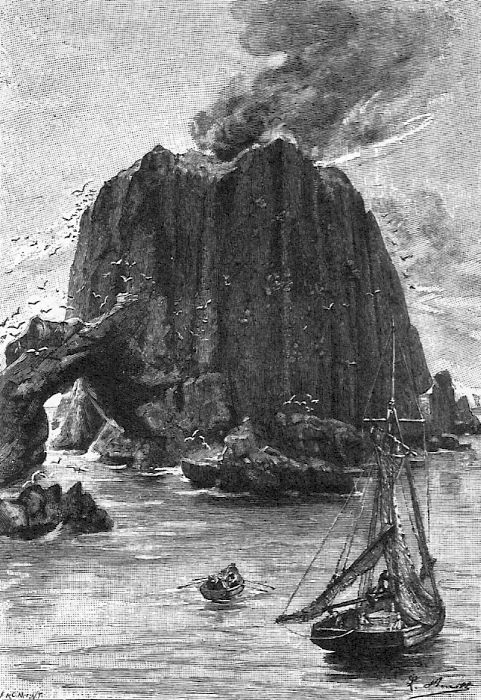
"Illa en forma de copa": un dels nombrosos gravats de Léon Benett per recrear la pel·lícula

La pel·lícula ha estat coneguda durant molt de temps pel seu estil visual únic, que recrea fidelment el dels gravats de línia victorians (d'Édouard Riou, Léon Benett i altres) presentats a les edicions originals de les novel·les de Verne. Segons la filla de Karel Zeman, Ludmila Zeman: "De petita, recordo que tenia tots els llibres amb aquests bonics gravats. Realment no puc visualitzar la història d'una altra manera. I el meu pare ho sentia, perquè adorava Verne […] només es pot re[contar] bé utilitzant les mateixes tècnique. Karel Zeman, explicant el seu procés, va elaborar sobre el mateix punt:
| « | La màgia de les novel·les de Verne rau en el que anomenaríem el món de l'esperit d'aventura romànticament fantàstic; un món directament associat a la totalitat específica que els il·lustradors originals van saber evocar a la ment del lector ... Vaig arribar a la conclusió que la meva pel·lícula de Verne ha de venir no només de l'esperit de l'obra literària, sinó també de l'estil característic de les il·lustracions originals i han de mantenir com a mínim la impressió dels gravats. | » |

Bona part d'aquesta impressió es va crear a la càmera, gràcies al disseny de producció de la pel·lícula. L'equip de Zeman va fabricar i fer servir rodets de pintura de cautxú dur per afegir eclosió semblant al gravat als paisatges i vestits. (En una revisió de la pel·lícula, Pauline Kael va assenyalar que "hi ha més ratlles, més patrons a la roba, a la decoració i a la imatge mateixa del que una persona sana pot imaginar fàcilment".) Per completar l'efecte, Zeman i el seu equip van compondre la pel·lícula amb diverses formes d'animació, incloent-hi animació tradicional, animació amb retalls i stop-motion, juntament amb efectes en miniatura i matte painting, tots dissenyats per mantenir l'estil del gravat perfectament coherent. Fins i tot es van adaptar clips de fotografies d'ocells, onades del mar i altres detalls per imprimir la pel·lícula amb filtres folrats i fons de cel mat.
Per combinar els gràfics visuals, Zeman va dirigir els seus actors a moure's d'una manera decorada i estilitzant, comentant: "Als meus herois no se'ls va permetre ni tan sols esternudar ni gratar-se el cap; van haver d'adaptar-se completament al seu entorn irreal".

### Música
La banda sonora de la pel·lícula fou composta per Zdeněk Liška, un molt apreciat compositor de cinema conegut per la seva habilitat amb caracteritzacions i humor musicals, així com per la seva utilització innovadora de tècniques de música electrònica. A mitjanss del segle XX era considerat el millor compositor txec de partitures de cinema fantàstic. La partitura està escrita en un estil antic que complementa la peculiaritat de les imatges, i sovint rodolant de la maquinària imaginària de la pel·lícula.
El tema principal, que recorda a una caixa de música, es tocat per un clavicèmbal acompanyafs d'un conjunt de música de cambra d'instruments de corda i instruments de vent. El tema amorós, aparentment basat en la cançó "Tit Willow" de l'òpera còmica The Mikado de Gilbert i Sullivan, també és tocada amb instruments de vent i un clavicèmbal silenciat. La partitura de Liška també inclou diverses peces més curtes, com ara un tema breu de pathos per l'enfonsament del vaixell Amelie, les vagues de teclat que coincideixen amb els atacs al pop gegant i un final serè per a l'orquestra de corda. La partitura de la pel·lícula segueix sent una de les obres més notables de Liška.

## Temes
Vynález zkázy tracta els temes científics de les novel·les de Jules Verne amb afecte delicadament satíric, lloant implícitament l'estil de Verne alhora que assenyala deliberadament la peculiaritat de la ciència implicada. En una entrevista, Ludmila Zeman va resumir els temes de la pel·lícula, dient que Verne "sempre va advertir que, encara que el futur sigui perfecte tecnològicament amb tots aquestes conveniències modernes, necessita amor, necessita poesia, necessita màgia. Creia que només aquestes poden fer que la gent se senti feliç i estimada".

## Estrena i recepció
Vynález zkázy es va estrenar a Txecoslovàquia el 22 d'agost de 1958, i es va presentar a l'Expo 58 de Brussel·les, on va guanyar el Gran Premi al Festival Internacional de Cinema. Durant l'any següent, la pel·lícula també va obtenir un Sombrero de Plata al Primer Festival Internacional de Cinema de Guadalajara, un Premi de la Crítica de Cinema de Txecoslovàquia, una Estrella de Cristall de l'Acadèmia de Cinema de França i altres premis. A França, André Bazin va lloar la pel·lícula a Cahiers du cinéma, i Paul Louis Thirard la va revisar càlidament a Positif. El director Alain Resnais la va nomenar una de les millors pel·lícules de l'any. En 2010 una publicació del Ministeri d'Afers Exteriors Txec va considerar Vynález zkázy com la pel·lícula més reeixida de la història del cinema txec.
La pel·lícula va ser portada als Estats Units el 1961 per l'empresari nord-americà Joseph E. Levine. L'havia doblat a l'anglès i havia canviat el títol per The Fabulous World of Jules Verne. Warner Bros. Pictures la va estrenar en doble sessió per a nens amb Bimbo the Great. Per a aquest llançament, molts dels repartiments i l'equip es van facturar amb noms anglicitzats: Lubor Tokoš, Arnošt Navrátil, i Miloslav Holub foren acreditats com Louis Tock, Ernest Navara, i Milo Holl, respectivament. El llançament nord-americà també va substituir el segment introductori original per un de l'estrella de televisió nord-americana Hugh Downs.
Després de l'estrena nord-americana, la pel·lícula va obtenir admiradors de gran prestigi. Howard Thompson, crític de The New York Times, la va trobar "fresca, divertida i molt imaginativa", amb "una meravellosa mirada d'efectes de trucatge". Pauline Kael també la valloar, anomenant la pel·lícula una "meravellosa fantasia de la ciència fantàstica" i afegint que Zeman "sosté el to victorià, amb la seva delícia per la màgia de la ciència, que fa que Verne sembli tan lúdicament arcaic". Charles Stinson de Los Angeles Times va començar la seva crítica cinematogràfica molt positiva dient "The Fabulous World of Jules Verne és exactament això. Una vegada he trobat que els escriptors i els agents de premsa no han exagerat. Millor veieu-la". Gràcies al llançament nord-americà, la pel·lícula va ser nominada al premi Hugo de 1962 per a la millor presentació dramàtica de ciència-ficció. La pel·lícula, tanmateix, no va tenir èxit de taquilla a Amèrica, on la coneguda tradició cinematogràfica de ciència-ficció hollywoodenca havia portat a les audiències a esperar realisme més que als deliberadament estilitzats visuals de Zeman.
Bill Warren, en la seva enciclopèdia de pel·lícules de ciència-ficció de la dècada del 1950 Keep Watching the Skies (1982), escriu que Vynález zkázy era "la millor pel·lícula coberta en aquest llibre", així com "la pel·lícula que millor havia adaptat mai d'una obra de Verne". En 2010 un comentarista de Experimental Conversations va dir que la pel·lícula "ha d'estar al costat d'[The Cabinet of Dr. Caligari] com un dels grans triomfs visuals i estilístics del mitjà cinematogràfic" i que el procés de Zeman "realment s'ha de veure per creure'l". En 2011 l'escriptor de ciència ficciò John C. Wright va idetificar Vynález zkázy com la primera obra steampunk i a Zeman com l'inventor d'aquest gènere, comentant que si la pel·lícula “no és el Sant Grail del Steampunk, segurament ho hauria de ser".
La pel·lícula va ser projectada pel Museum of Modern Art el desembre de 2012 com a part de l'exposició An Auteurist History of Film. El comissari de pel·lícules de MoMA, Charles Silver, va anomenar la pel·lícula "una bombolla sobre […] d'imaginació sense precedents" amb "una qualitat de contes de fades innegablement poètica". Es va projectar de nou a la ciutat de Nova York l'agost del 2014 per la Film Society of Lincoln Center, com a part de la sèrie "Strange Lands: International Sci-Fi". A The Village Voice, Alan Scherstuhl va comentar que "Els enlluernaments artesanals encara enlluernen avui ... Podria ser que els efectes especials antics, depenent dels trucs de càmera i de la invenció teatral, provoquin alguna cosa simpàtica en nosaltres que els píxels brillants no hi conviden, simplement somiar amb la fantasia, però també la seva acurada creació."?
El 2014, el museu Karel Zeman de Praga va anunciar que, en col·laboració amb České bijáky i Czech TV, havien iniciat una restauració digital completa de la pel·lícula, prevista per a la seva estrena a Itàlia a l'Expo 2015. Aquesta versió restaurada va ser llançada el 2015 en DVD i Blu-ray per primera vegada per Bontonfilm a la República Txeca. Second Run també la va estrenar al Regne Unit en Blu-ray pel Regne Unit. Ambdós llançaments portaven el títol anglès Invention for Destruction. Ambdós tenen regió lliure i inclouen la versió original txeca, amb subtítols en anglès i la versió doblada en anglès, i tots dos tenen funcions addicionals diferents.